# Many (Moselle)
Many je francouzská obec v departementu Moselle v regionu Grand Est. Žije zde 251 obyvatel.

## Geografie

### Sousední obce
| Růžice kompasu | Arriance  |             | Mainvillers | Růžice kompasu |
| Růžice kompasu | Herny     | Sever       |             | Růžice kompasu |
| Růžice kompasu | Herny     | Many        |             | Růžice kompasu |
| Růžice kompasu | Herny     | Jih         |             | Růžice kompasu |
| Růžice kompasu | Holacourt | Arraincourt | Thicourt    | Růžice kompasu |